# Мохамед Амін Діді
Сумувул Амір Мохамед Амін Дошимена Кілегефану (мальд. ސުމުއްވުލް އަމީރު މުހައްމަދު އަމީން ދޮށިމޭނާ ކިލެގެފާނު; 20 липня 1910, Мале, Мальдіви — 19 січня 1954), знаний як Мохамед Амін Діді — мальдівський політик, перший президент Мальдівів і голова уряду з 1 січня 1953 року до 21 серпня 1953 року. Був директором школи Majeedhiyya у 1946—1953 роках.
Лідер першої політичної партії на Мальдівах, Партії народного прогресу. Його політична програма містила зусилля з модернізації країни, зокрема покращення становища жінок, освіти на Мальдівах, націоналізацію промисловості, експорту риби та непопулярну заборону куріння.
Обійняв посаду в період після Другої світової війни, коли країна потерпала від голоду та браку ресурсів.

## Ранні роки
Народився в сім'ї Атірегея Ахмеда Дошимейнаа Кілегефаана та Роанугі Айшат Діді. Був нащадком династії Хураа по лінії батька. 1920 року виїхав за кордон на Цейлон і навчався в коледжі Святого Йосипа в Коломбо. 1928 року поїхав до Індії для подальшого навчання в Алігархському мусульманському університеті, повернувшись на Мальдіви через рік. Його дружиною була Фатімат Саїд, у шлюбі з якою народилася єдина дитина Аннабіла Аміна Мохамед Амін.

## Прем'єр-міністр
Призначений прем'єр-міністром 1 січня 1947 року і залишив посаду 2 вересня 1953 року. Під час перебування на посаді написав рекламний буклет «Леді та джентльмени: Мальдівські острови», в якому надавав іноземцям інформацію про життя, культуру й економіку Мальдів.

## Політика
1931 року призначений до Установчих зборів, скликаних султаном Мухаммедом Шамсуддіном III для розробки першої письмової конституції країни. Згодом обіймав різні посади в уряді, як-от голови митниці, поштової служби Мальдівів, міністра торгівлі, міністра фінансів (1942—1952), працював у Міністерстві закордонних справ (1944—1953), а також був членом Першого парламенту Мальдівів.

## Революція
У звіті «Mihaaru» стверджується, що Ібрагім Закі, Мохамед Закі та Ібрагім Насір були організаторами революції, і на їхнє запрошення приєднався Ібрагім Мухаммад Діді. Ібрагім Діді приєднався через невдоволення тим, як Амін Діді розпоряджався державними коштами. У день перевороту він замкнув двері радіостанції, оголосив імена людей, які підпадали під арешт, і всі вони виявились близькими соратниками Аміна. Скликали спеціальне засідання на якому винесли вотум недовіри Аміну Діді, який тимчасово передав усі повноваження Ібрагіму Діді. Амін на той час перебував на лікуванні у Шрі-Ланці, не знав про ситуації в його країні, доки не отримав листа від Ібрагіма Діді. У ньому він інформував його про те, що трапилося, але не сказав про усунення від влади, і Амін прилетів на мальдівській острів Ган і попрямував до Мале. У місті, за наказом Ібрагіма Діді та Фаамлудхейрі Кілегефаану, його відвезли до Дуніду та побили. Його доставили до Віхаманаафуші, де він помер від ускладнень.

## Розслідування смерті
У вересні 2021 року член парламенту Ібрагім Рашид подав клопотання до Управління омбудсмена з питань правосуддя перехідного періоду з вимогою відновити справедливість у зв'язку зі смертю Мохамеда Аміна Діді.
Рашид заявив, що ця справа пов'язана з втратою основоположних прав людини через системне порушення з боку державних установ. Він сказав, що потрібно чіткіше роз'яснити, як держава ставилася до Аміна. Також просив скасувати звинувачення Аміна у зрадництві.
Амін обіймав посаду президента Мальдівів протягом восьми місяців — з січня 1953 року до серпня 1953 року. Його усунули від влади та вислали на острів Віхаманаафуші — нині курортне місце Курумба, де він і помер у січні 1954 року.
Офіс омбудсмена з питань правосуддя перехідного періоду отримав повноваження з виявлення та розслідування системних порушень прав людини державними установами. Однак термін повноважень закінчився 19 листопада 2023 року, а розслідування зазнало критики.

## Сім'я
Мав одну дочку, Аннабілу Аміну Мохамед Амін. Його онук, Амін Фейсал, був міністром оборони та національної безпеки Мальдівів. Інші онуки — Ібрагім Фейсал, Фараханаз Фейсал й Айшат Шувейкар.